# Dichlor(diethyl)silan
Dichlor(diethyl)silan ist eine chemische Verbindung aus der Gruppe der siliciumorganischen Verbindungen.

## Gewinnung und Darstellung
Dichlor(diethyl)silan wird gemeinsam mit Chlor(triethyl)silan und Trichlor(ethyl)silan über die Müller-Rochow-Synthese gebildet. Dabei reagiert gepulvertes Silicium mit Chlorethan in Gegenwart von gepulvertem Kupfer und Kupfer(II)-oxiden als Katalysator zu Dichlor(diethyl)silan:
{\displaystyle {\ce {Si{}+2ClC2H5->[\mathrm {Cu} ][](C2H5)2SiCl2}}}

## Eigenschaften
Dichlor(diethyl)silan ist eine farblose, feuchtigkeitsempfindliche Flüssigkeit. Es zersetzt sich in Wasser.
Bei der Kernspinresonanzspektroskopie von Dichlor(diethyl)silan werden folgende chemische Verschiebungen beobachtet:
|     | Si–CH2– | –CH3 |
| --- | ------- | ---- |
| 1H  | 1,10    | 1,10 |
| 13C | 12,2    | 6,1  |

## Sicherheitshinweise
Der Dampf von Dichlor(diethyl)silan kann mit Luft ein explosionsfähiges Gemisch (Flammpunkt 26,1 °C, unter Explosionsgrenze: 1,13 Vol-%) bilden.

## Verwendung
Durch Hydrierung von Dichlordiethylsilan mit Lithiumaluminiumhydrid oder Natriumhydrid kann Diethylsilan hergestellt werden:

{\displaystyle \mathrm {2\ Cl_{2}Si(C_{2}H_{5})_{2}+\ LiAlH_{4}\ {\xrightarrow {}}\ 2\ H_{2}Si(C_{2}H_{5})_{2}\ +\ LiCl\ +\ AlCl_{3}} }
{\displaystyle \mathrm {Cl_{2}Si(C_{2}H_{5})_{2}+\ 2\ NaH\ {\xrightarrow {}}\ H_{2}Si(C_{2}H_{5})_{2}\ +\ 2\ NaCl} }